# Tim Röhn
Tim Röhn (* 1987 in Düsseldorf) ist ein deutscher Journalist. Er ist Global Reporter bei der Axel Springer SE und Investigativ-Chef bei der Tageszeitung Welt und bei der Welt am Sonntag.

## Leben und Wirken
Röhn wuchs als Sohn eines Kfz-Mechatronikers auf. Er begann seine journalistische Tätigkeit 2003 beim Solinger Tageblatt. 2007 begann er für die Rheinische Post zu schreiben. Nach dem Abitur am Solinger Humboldt-Gymnasium absolvierte er eine Ausbildung bei der Axel Springer Akademie, an der er später unterrichtete.
Im Jahr 2013 fand Röhn als erster Journalist Markus Gartmann, einen der Täter des Brandanschlags von Solingen. Mit einer kurzen Unterbrechung 2017, als er als Redakteur beim Spiegel arbeitete, war er bis Januar 2022 freiberuflicher Journalist. Er berichtete unter anderem über die Journalistenmorde an Daphne Caruana Galizia sowie Jan Kuciak und recherchierte an fast allen Hotspots der europäischen Flüchtlingskrise in Deutschland 2015/2016.
Röhn war als Filmemacher unter anderem für das ZDF und für arte tätig. Fotos von ihm erschienen vor allem in Welt und Welt am Sonntag sowie im Spiegel und der Süddeutschen Zeitung. Er setzte sich kritisch mit der Corona-Politik von Bund und Ländern auseinander.
Ab Februar 2022 war er Chefreporter bei Welt und Welt am Sonntag, ab Mai 2022 Leiter des neu geschaffenen Ressorts Schwerpunktrecherche. Im März 2023 übernahm er die Leitung des Ressorts Investigation & Reportage. 
Im April 2025 wurde er Global Reporter bei Axel Springer und berichtet somit für alle Medien des Verlags.
Er ist mit einer Spanierin verheiratet.

## Juristische Auseinandersetzungen in der Corona-Pandemie
Röhn wurde von SPD-Politiker Igor Matviejets vorgeworfen, „gewalttätige Demos von rechten Verschwörungstheoretikern zu verteidigen“. Das Landgericht Hamburg entschied, dass dies keine zulässige Meinungsäußerung sei, da es dafür „an hinreichenden Anknüpfungstatsachen“ fehle. Im Falle von Fake-News-Vorwürfen des Vorsitzenden der Corona-Sachverständigenkommission Stefan Huster scheiterte Röhn allerdings mit einer Abmahnung wegen Persönlichkeitsrechtsverletzung.